# تيد هيوز (لاعب كرة قدم)
تيد هيوز (بالإنجليزية: Ted Hughes)‏ (1 يناير 1876 في المملكة المتحدة - ) هو لاعب كرة قدم بريطاني (وحمل سابقاً جنسية المملكة المتحدة لبريطانيا العظمى وأيرلندا) في مركز نصف الجناح. شارك مع منتخب ويلز لكرة القدم. أما مع النوادي، فقد لعب مع توتنهام هوتسبير ونادي إيفرتون ونادي كلايد.

## وصلات خارجية
- تيد هيوز على موقع قاعدة بيانات كرة القدم.إي يو (الإنجليزية)